# العلاقات الأمريكية الفنزويلية
العلاقات الأمريكية الفنزويلية هي العلاقات الثنائية التي تجمع بين الولايات المتحدة وفنزويلا.

## مقارنة بين البلدين
هذه مقارنة عامة ومرجعية للدولتين:
| وجه المقارنة                                              | الولايات المتحدة                                                                                                  | فنزويلا                                  |
| --------------------------------------------------------- | --- | ---------------------------------------- |
| المساحة (كم2)                                             | 9.83 مليون | 916.45 ألف                               |
| عدد السكان (نسمة)                                         | 311.58 مليون | 28.87 مليون                              |
| الكثافة السكانية (ن./كم²)                                 | 31.7 | 31.5                                     |
| العاصمة                                                   | واشنطن العاصمة | كاراكاس                                  |
| اللغة الرسمية                                             | لغة إنجليزية | اللغة الإسبانية، لغة الإشارة الفنزويلية ‏ |
| العملة                                                    | دولار أمريكي | بوليفار فنزويلي                          |
| الناتج المحلي الإجمالي (بليون دولار)                      | 19.39 تريليون | 482.36 مليار                             |
| الناتج المحلي الإجمالي (تعادل القوة الشرائية) بليون دولار | 18.04 تريليون |                                          |
| الناتج المحلي الإجمالي الاسمي للفرد دولار أمريكي          | 56.12 ألف |                                          |
| الناتج المحلي الإجمالي للفرد دولار أمريكي                 | 54.63 ألف |                                          |
| مؤشر التنمية البشرية                                      | 0.920 | 0.762                                    |
| رمز المكالمات الدولي                                      | +1 | +58                                      |
| رمز الإنترنت                                              | .us، حكومة، .mil، Edu.                                                                                            | .ve                                      |
| المنطقة الزمنية                                           | توقيت ساموا الأمريكية، توقيت أطلنطي موحد، منطقة زمنية وسطى، توقيت ألاسكا ‏، المنطقة الزمنية الجبلية، توقيت تشامرو ‏ | 00                                       |

## مدن متوأمة
في ما يلي قائمة باتفاقيات التوأمة بين مدن أمريكية وفنزويلية:
- ترتبط مقاطعة هونولولو مع كاراكاس باتفاقية توأمة.
- ترتبط سان خوان مع ماراكايبو باتفاقية توأمة.
- ترتبط سان فرانسيسكو مع كاراكاس باتفاقية توأمة منذ 1970.
- ترتبط هونولولو مع كاراكاس باتفاقية توأمة.
- ترتبط مقاطعة ميامي داد مع موناغاس باتفاقية توأمة.
- ترتبط نيو أورلينز مع ماراكايبو باتفاقية توأمة منذ 14 يوليو 1995.
- ترتبط هيلين مع Colonia Tovar [الإنجليزية]‏ باتفاقية توأمة.

## منظمات دولية مشتركة
يشترك البلدان في عضوية مجموعة من المنظمات الدولية، منها:
| علم المنظمة | اسم المنظمة                        | تاريخ انضمام الولايات المتحدة | تاريخ انضمام فنزويلا |
| ----------- | ---------------------------------- | ----------------------------- | -------------------- |
|             | وكالة ضمان الاستثمار متعدد الأطراف | 12 أبريل 1988                 | 9 مايو 1994          |
|             | الاتحاد الدولي للاتصالات           | 1 يوليو 1908                  | 13 أغسطس 1920        |
|             | يونسكو                             | 4 نوفمبر 1946                 | 25 نوفمبر 1946       |
|             | الأمم المتحدة                      | 24 أكتوبر 1945                | 15 نوفمبر 1945       |
|             | البنك الدولي للإنشاء والتعمير      | 27 ديسمبر 1945                | 30 ديسمبر 1946       |
|             | مؤسسة التمويل الدولية              | 20 يوليو 1956                 | 28 ديسمبر 1956       |
|             | منظمة الشرطة الجنائية الدولية      | ?                             | ?                    |
|             | المنظمة الهيدروغرافية الدولية      | ?                             | ?                    |
|             | الاتحاد البريدي العالمي            | ?                             | ?                    |
|             | منظمة حظر الأسلحة الكيميائية       | ?                             | ?                    |
|             | منظمة التجارة العالمية             | ?                             | ?                    |

## أعلام
هذه قائمة لبعض الشخصيات التي تربطها علاقات بالبلدين:
- أنجليكا فالي (11 نوفمبر 1975[26] – )
- جنيسيس رودريجيز (29 يوليو 1987[27] – )
- دورال
- روندا روزي (مصارعة محترفة في اتحاد دبليو دبليو إي، 1 فبراير 1987 – )
- فريد آرميسين (4 ديسمبر 1966[28] – )
- كارلوس بينا فيغا (15 أغسطس 1989 – )
- ماريا كاري (مغنية أمريكية، 27 مارس 1970[29] – )
- مونيكا سبير (1 أكتوبر 1984[30] – 6 يناير 2014[30])
- وستون
- يلمر فالديراما (30 يناير 1980 – )

## وصلات خارجية
- موقع وزارة الخارجية الأمريكية
- موقع وزارة الخارجية الفنزويلية